# Syrian Air
Syrian Arab Airlines (opererer under navnet Syrian Air) er det nationale flyselskab i Syrien. Selskabet er ejet af det syriske styre, og har hub på Damascus International Airport i den syriske hovedstad Damaskus. Selskabet blev etableret i 1946.

## Historie
Syrian Airlines blev etableret i efteråret 1946, og begyndte at flyve i 1947 mellem Damaskus, Aleppo og Deir ez-Zour og Al-Qamishli med et to-motorsfly. Økonomiske vanskeligheder gjorde at alle operationer blev indstillet i 1948. Den syriske regering gav i 1951 selskabet offentlig støtte, og flyvningerne blev derefter genoptaget.
Selskabet havde 9 fly i flåden og betjente 12 destinationer i foråret 2012.